# 礪峴駅
礪峴駅（リョヒョンえき）は、朝鮮民主主義人民共和国開城特別市開豊区域にある朝鮮民主主義人民共和国鉄道省平釜線の駅である。

## 歴史
- 1923年7月1日 - 開業[1]。

## 隣の駅
朝鮮民主主義人民共和国鉄道省
平釜線
鶏井駅 - 礪峴駅 - 開豊駅